# Копылов, Василий Андреевич
Василий Андреевич Копылов (1897—1980) — генерал-майор инженерных войск Советской Армии, участник Гражданской, советско-финской и Великой Отечественной войн.

## Биография
Василий Копылов родился в 1897 году. В 1919 году он был призван на службу в Рабоче-крестьянскую Красную Армию. Участвовал в боях Гражданской войны. В 1927 году Копылов окончил Ленинградскую военно-инженерную школу и курсы усовершенствования командного состава.
В начале 1930-х годов Копылов командовал сапёрной ротой 9-го отдельного сапёрного батальона 9-го стрелкового корпуса Северо-Кавказского военного округа ВС СССР. Активный участник тушения сложнейшего пожара на Майкопских нефтяных промыслах, организовав одновременный подрыв наружного и глубинного зарядов, за что 9 апреля 1931 года одним из первых (наряду с К. С. Калугиным) в Рабоче-крестьянской Красной Армии был награждён орденом Ленина за номером 100.
Участвовал в советско-финской войне. В годы Великой Отечественной войны Копылов занимал должность заместителя начальника штаба инженерных войск РККА. 20 декабря 1943 года ему было присвоено звание генерал-майора инженерных войск. В послевоенное время Копылов руководил Московской высшей офицерской инженерно-минной школой. Умер в 1980 году.
Был награждён двумя орденами Ленина, двумя орденами Красного Знамени, орденами Кутузова 2-й степени, двумя орденами Отечественной войны 1-й степени и Красной Звезды, рядом медалей.